# WiNK (アルバム)
WiNK（ウィンク）は松原みき9枚目のオリジナルアルバム。1988年5月21日にビクター音楽産業からLPとCDおよびカセットテープがリリースされた。

## キャッチコピー
- 「HI-POP!」

## 収録曲

### Side A
1. B・S・T (4'30")
作詞：澤地隆／作曲：羽場仁志／編曲：鷺巣詩郎
2. 女神の右手 (4'18")
作詞：竹花いち子／作曲：羽場仁志／編曲：鷺巣詩郎
3. ハートの鍵貸します (4'14")
作詞：真名杏樹／作曲：村田和人／編曲：鷺巣詩郎
4. IN THE ROOM (4'57")
作詞：竹花いち子／作曲：林哲司／編曲：鷺巣詩郎
5. Sorry (3'59")
作詞：松原みき／作曲：松原みき／編曲：鷺巣詩郎

### Side B
1. カフェ・イ・アルテ (4'24")
作詞：松原みき／作曲：奥慶一／編曲：鷺巣詩郎
2. "Be"-ROCK (4'16")

作詞：真名杏樹／作曲：村田和人／編曲：鷺巣詩郎
3. メロディアス (4'07")
作詞：SHOW／作曲：岸正之／編曲：鷺巣詩郎
4. 路上のパラダイス (4'52")
作詞：實川翔／作曲：杉真理／編曲：鷺巣詩郎
5. 雨の中の女 (3'51")
作詞：梅本洋一／作曲：小田裕一郎／編曲：鷺巣詩郎

## 関連シングル・コンピレーションアルバム
- IN THE ROOM

(出典：CD SINGLE VDRS-1029ほか 1988.5.21 ビクター音楽産業)
タイトル曲および「女神の右手」を収録
- I LOVE "DANCE NUMBER" VI

(出典：CD VDR-5242ほか 1988.7.21 ビクター音楽産業)
「IN THE ROOM」を収録